# Johann Christian Erxleben
Johann Christian Polycarp Erxleben, naturalista alemán nacido el 22 de junio de 1744 y fallecido el 19 de agosto de 1777 en Gotinga.
Erxleben obtuvo su título de médico en 1767 en la Universidad Georg-Augusta en Gotinga, siendo esta institución donde enseñaría física y química, así como medicina veterinaria.
Es considerado como uno de los fundadores de la medicina veterinaria moderna.
Su madre, Dorothea Christiane, fue la primera mujer en obtener un Doctorado en Medicina en Alemania.

## Libros

Systema regni animalis, 1777

- 1767. Einige Anmerkungen über das Insektensystem des Hr. Geoffroy und die Schäfferschen Verbesserungen desselben. Hannoverisches Magazin, Hannover (Stück 20) 305-316
- 1775. Anfangsgründe der Naturlehre. 648 p. Dieterich, Gotinga.
- 1775 Anfangsgründe der Chemie. Gotinga, Dieterich, 472 p. [http://www.ulb.hhu.de/en.html University and State Library Düsseldorf.
- 1794. Systema regni animalis". Dieterich, Gotinga.

## Literatura
- Gerta Beaucamp. Johann Christian Polycarp Erxleben. Versuch einer Biographie und Bibliographie. (= Lichtenberg-Studien, ed. von Stefan Brüdermann y Ulrich Joost, v. 9) Wallstein Verlag, Gotinga 1994
- Bertram Brenig. Johann Christian Polycarp Erxleben (1744-1777) - Universalgelehrter, Naturforscher und Tierarzt. Georgia-Augusta 72 (2000): 35-44
- Abraham Gotthelf Kästner. Elogium Jo. Christiani Polycarpi Erxleben. En Novi commentarii Societatis Regiae Scientiarum Gottingensis, v. VIII, 1778
- Georg Christoph Lichtenberg. Vorlesungen zur Naturlehre. Ediert nach G. Chr. Lichtenbergs annotierten Handexemplar der 4.ª ed. de Johann Christian Polykarp Erxlebens „Anfangsgründe der Naturlehre“, ed. v. d. Akademie der Wissenschaften zu Göttingen. Wallstein Verlag, Gotinga 2005

## Abreviatura (zoología)
La abreviatura Erxleben  se emplea para indicar a Johann Christian Erxleben como autoridad en la descripción y taxonomía en zoología.